# Thorame-Basse
Thorame-Basse es una comuna francesa situada en el departamento de Alpes de Alta Provenza, en la región de Provenza-Alpes-Costa Azul.

## Demografía
| 187 | 164 | 134 | 129 | 146 | 151 | 224 |
| Para los censos de 1962 a 1999 la población legal corresponde a la población sin duplicidades (Fuente: INSEE [Consultar]) |     |     |     |     |     |     |